# Kenneth Durham
Kenneth Durham (falecido em 6 de agosto de 2016) foi um professor, educador e diretor britânico de University College School.
Durham foi educado na Escola de São João, e estudou em Brasenose College, Oxford. Ele ensinou economia na escola de St. Albans, antes de se tornar diretor de Estudos e Chefe de Economia em King's College School. Em 1996, foi nomeado mestre-escola de University College School, que faz parte do Grupo Eton das escolas independentes.
Ele escreveu vários livros sobre educação Economics.
Ele morreu após uma longa doença em 6 de agosto de 2016, a idade de 62.